# María del Carmen Marcos
María del Carmen Marcos Rojas también conocida como Maricarmen Marcos es una productora mexicana de telenovelas.

## Biografía

### Inicios enTelevisa
María del Carmen Marcos comenzó su carrera como asistente de producción en la telenovela Rosa salvaje, producida por Valentín Pimstein, cerca de veinte años trabajó en Televisa de la mano de varios productores.
Fue coordinadora de producción y/o productora asociada en Televisa en varias telenovelas, entre ellas Morir para vivir y La sombra del otro. Luego siguen telenovelas como Gente bien, Esmeralda y Preciosa.
Posteriormente se unió al equipo de producción de Nicandro Díaz González en las telenovelas Contra viento y marea en 2005, Destilando amor en 2007 y Mañana es para siempre en 2008.

### EnAzteca
En 2010 comienza a trabajar para Azteca. Su primer proyecto para la empresa fue La loba, telenovela que se estrenó el 8 de febrero de 2010 en el horario estelar, marcando el inicio de María del Carmen Marcos como productora ejecutiva y su debut en Azteca. La telenovela fue protagonizada por Ivonne Montero y Mauricio Islas.
Tras finalizar La loba, recibe la encomienda de producir la telenovela que la sustituirá, Entre el amor y el deseo, teniendo como protagonistas a Lorena Rojas y a Víctor González, misma que se estrenó el 27 de septiembre de 2010.
A finales del 2011, se anunció que producirá una nueva telenovela llamada La mujer de Judas otra vez para el horario estelar, que fue una nueva versión de la telenovela venezolana del mismo nombre. La telenovela reunió a Anette Michel, Andrea Martí, Víctor González, Mauricio Islas, Geraldine Bazán y Daniel Elbittar como protagonistas principales. Su estreno fue el 16 de enero de 2012, una semana antes de lo que fue inicialmente programado.
El 8 de abril de 2013 estrenó la telenovela Destino en el horario de 7:30 p. m., abriendo el horario de la barra de telenovelas de Azteca. La telenovela fue una adaptación libre de la telenovela venezolana Señora y tuvo a Paola Núñez y a Mauricio Islas como protagonistas.
En 2014 la productora regresa de nuevo al horario estelar con su telenovela, Las Bravo, versión mexicana de Las Vega's. Los protagonistas son Edith González, Mauricio Islas y Saúl Lisazo. La telenovela se estrenó el 18 de agosto a las 8:30 p. m..

## Trayectoria

### Productora ejecutiva
- Las Bravo (2014/15)[2]
- Destino (2013)
- La mujer de Judas (2012)[3]
- Entre el amor y el deseo (2010/11)
- La loba (2010)

### Productora asociada
- Mañana es para siempre (2008/09)
- Segunda parte de Preciosa (1998)
- Primera parte de Esmeralda (1997)

### Coordinadora de producción
- Destilando amor (2007)
- Contra viento y marea (2005)
- Gente bien (1997)
- La sombra del otro (1996)
- Morir para vivir (1989)

### Asistenta de producción
- Última parte de Rosa salvaje (1987/88)

## Premios

### Círculo Nacional de Periodistas (CNP)
| Año  | Categoría        | Telenovela        | Resultado |
| ---- | ---------------- | ----------------- | --------- |
| 2012 | Mejor producción | La Mujer de Judas | Ganadora  |

### Palmas de Oro
| Categoría        | Telenovela        | Resultado |
| ---------------- | ----------------- | --------- |
| Mejor telenovela | La Mujer de Judas | Ganadora  |

## El San Judas de Oro
El San Judas de Oro, fue una gala de premios impulsada por la producción y la televisora en premiar a lo mejor de la telenovela, debido a su muy buen éxito por redes sociales. Se compuso de varias categorías y los resultados se dieron a conocer en internet y los propios actores recibieron los premios.